# Liberaler för Andorra
Liberaler för Andorra (katalanska: Liberals d’Andorra) är ett konservativ-liberalt andorranskt parti. Det är medlem i både Liberal International och ALDE-partiet.
Partiet grundades år 1992 och hette ursprungligen Liberal union (katalanska: Unió Liberal). Det nuvarande namn togs i bruk år 2015. I augusti 2023 valdes Cristina Rico till partiordförande.
År 2019 vann partiet fyra ledamöter i parlamentsvalet. Partiet förlorade alla sina platser i nästa valet år 2023.